# 東郷族自治県
東郷族自治県（ドンシャンぞく-じちけん）は中華人民共和国甘粛省臨夏回族自治州に位置する自治県。全国のドンシャン族（東郷族）の1割半超が居住する。自治県人民政府の所在地は鎖南鎮。

## 歴史
13世紀、ジンギスカンの西部遠征の間にサマルカンドや中央アジアから移住したイスラム教を信仰する民族が集合し、現地の回族、漢族、チベット族、モンゴル族などの民族と融合し共同体をこの地で形成した。
五胡十六国時代の前涼の治世よりこの地域は河州の管轄であった。1950年9月25日より、臨夏・和政・広河・永靖の4県の地区を分離し東郷自治区として設立された。名称は河州の東側だったことに因む。1953年12月に東郷族自治区と改名された。その後1955年に東郷族自治県と改名された。

## 行政区画
8鎮、16郷を管轄：
- 鎮：鎖南鎮、達板鎮、河灘鎮、那勒寺鎮、唐汪鎮、果園鎮、汪集鎮、竜泉鎮
- 郷：春台郷、柳樹郷、東塬郷、坪荘郷、百和郷、関卜郷、趙家郷、五家郷、沿嶺郷、風山郷、車家湾郷、高山郷、大樹郷、北嶺郷、考勒郷、董嶺郷

## 交通

### 道路
- 国道
  - G213国道